# Mastrus deminuens
Mastrus deminuens är en stekelart som först beskrevs av Hartig 1838.  Mastrus deminuens ingår i släktet Mastrus och familjen brokparasitsteklar. Arten är reproducerande i Sverige. Inga underarter finns listade i Catalogue of Life.